# Рік резонансу
Рік резонансу (англ. The Year of the Jackpot) — науково-фантастична повість Роберта Гайнлайна. Опублікована журналом Galaxy Science Fiction в 1952.
В сюжеті науковець-статистик, що стежить за трендом людства, знаходить своє кохання та доходить до невтішного висновку. Історія використовує улюблені теми Гайнлайна: виживальництво та дикість соціальних явищ того часу.
Пізніше включене до збірки: «Загроза з Землі» (1959).

## Сюжет
Потіфар Брін — холостяк середнього віку з осілим, упорядкованим життям і досить незвичайним захопленням. Ми зустрічаємо його спочатку за сніданком в їдальні у Лос-Анджелесі, де він занотовує різні не пов'язані події з декількох свіжих газет і уважно підраховує свою оплату. Потім він виходить на автобусну зупинку, де молода жінка знімає весь одяг.
Пара перехожих-трансвеститів намагається спровокувати бійку з копом, щоб їх всіх зарештували, але поліцейський має таємну вказівку зам'яти ситуацію, бо публічний розголос може заохотити ще більше диваків. Брін накидає свій плащ на оголену жінку і прононує довезти її додому. Мейд Барстоу погоджується. Вони приїжджають до Бріна додому, щоб вона могла одягнутися, і Брін просить її розказати, що спонукало її роздягнутись. Вона пояснює, що не має уявлення, чому у неї виникло несподіване бажання зняти одяг. Він розповідає їй, що не є здивованим, бо останнім часом в місті почастішали такі випадки. Ці новини були ретельно приховані, подібним чином, як сам Брін, позвонивши своєму другу з газети, «згодував» йому викривлені подробиці інциденту.
Брін є статистиком. Працюючи переважно для страхових компаній, він консультує їх з ймовірністю та тенденціями. У вільний час він вивчаєт цикли. Людська поведінка, схоже, протікає циклічно, коли ціни, зарплата, довжина спідниць, мода та цілі економіки зменшуються і знову зростають без будь-якої причини, за винятком слідуванню своєму циклу. Три значних цикли досягли мінімуму одночасно у 1929 році, що призвело до катастрофи 1929 року. Нині 1952 рік, і всі цикли, які він відстежує, одночасно будуть на пікові приблизно через півроку.
Брін пояснює Мейд, що «цього року людська раса міняє шкіру і бринькаючи пальцем по губах говорить «Вуба, вуба, вуба».» «Стриптиз» Мейд поряд із поширенням трансвестизму, нових церков з їх церемоніальним оголенням та всі інші незначні божевілля — це просто симптоми невблаганних тенденцій. Як підкреслює Брін, будь-яка людина може здаватися раціональною, але в масі люди ведуть себе статистично, незалежно від того, чи подобається це їм чи ні. «Мейд, - каже він, - я думаю, ми лемінговані».
Мейд та Пот, як із днями божевілля зростає, відмовляються від своїх робочих місць і готуються, коли настане «час стрибати». Брін забезпечує їх транспортом, продовольством і вогнепальною зброєю на двох. Він планує направитись у пустелю Мохаве. Коли досягаються піки, під час сильної негоди вони вирішили піти. По дорозі відбувається землетрус. Незнайомець намагається скоїти збройний напад на них, але Мейд стріляє в нього з пістолета Бріна. Віддалившись від міста, вони з жахом спостерігають ядерний вибух, що знищує Лос-Анджелес.
Живучи у віддаленій хижині в горах, вони чекають, коли події стабілізуються. Після повномасштабного обміну ядерними ударами, кілька бомб досягли своїх цілей і знищили мегаполіси. Брін сам був змушений застрелити декількох заблукалих російських солдатів-мародерів. Але тепер події нормалізуються і Брін може проводити час за читанням журналів з астрофізики. Він натрапляє на статтю, в якій автор розраховує точні умови, необхідні для того, щоб Сонце вибухнуло надновою, і хоче розрахувати коли це може статися.
Мейд виходить з хижини, щоб приєднатися до Потіфара спостерігати захід сонця. На обличчі Сонця велика пляма. Раптом Брін розуміє, що це не просто поганий рік. Подивившись знову на статтю, він знає, що це останній рік. «З заходом сонця є щось не так» — каже Мейд.